# 馬場公彦
馬場公彦（ばば きみひこ、1958年 - ）は、日本の編集者、中国学者。

## 人物・来歴
長野県伊那市出身。長野県伊那北高等学校、北海道大学文学部卒業、北海道大学大学院東洋哲学研究科修了。35年間岩波書店の編集者を務め、2013年岩波現代全書創刊時の編集長。2010年早稲田大学大学院アジア太平洋研究科博士課程満期修了、「戦後日本論壇における中国論の変遷1945-1972 総合雑誌関連記事の歴年推移をたどって」で学術博士。
1983-1988年株式会社東方書店、1989-2019年株式会社岩波書店、2019年から北京大学外国語学院外教（外国人教師）として日本語を教える。2015年から中国伝媒大学（北京）新聞伝播学部・伝播研究院国際伝播研究センター名誉教授。専門は東アジア論・日中関係論・メディア論。 

## 著書
- 『『ビルマの竪琴』をめぐる戦後史』法政大学出版局, 2004.12
- 『戦後日本人の中国像 日本敗戦から文化大革命・日中復交まで』新曜社, 2010.9
- 『現代日本人の中国像 日中国交正常化から天安門事件・天皇訪中まで』新曜社, 2014.5
- 『世界史のなかの文化大革命』平凡社新書 2018.9

## 論文
- <馬場公彦

## リンク
- 馬場公彦（ばば・きみひこ　Baba Kimihiko）公式サイト